# 嘉庆
嘉庆（穆麟德轉寫：saicungga fengšen，大词典轉寫：saichungga fengshen；1796年—1820年）为第七位清朝君主（从1616年努尔哈赤建立清朝之前身后金起算）和1644年清军入关以来第五位清朝皇帝清仁宗的年号，前后共二十五年。乾隆六十年九月三日，乾隆帝公布传位诏书，立其第十五子嘉亲王永琰（即嘉庆帝）为皇太子并将其名改为“颙琰”，翌年丙辰年正月一日元旦（1796年2月9日）内禅皇位，改元嘉庆。因此嘉庆是清朝年号中唯一于前任君主在位时指定并于继任皇帝在位时使用的年号。嘉庆二十五年八月二十七日清宣宗即位，沿用嘉庆年号直至当年除夕日为止，次年改元道光。

## 藝術

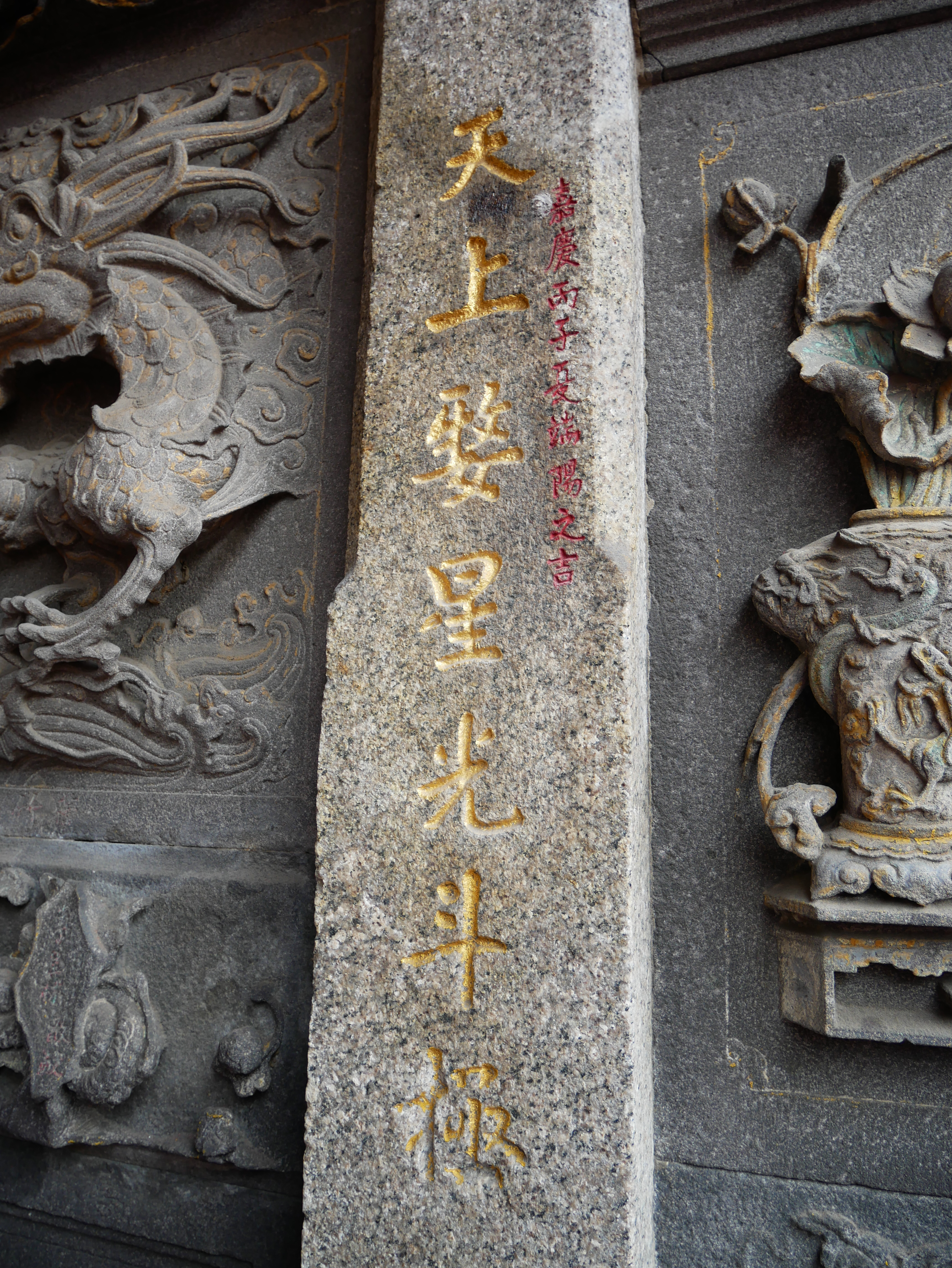
中港慈裕宮內花崗岩方柱上的楹聯，嘉慶二十一年（1816年）夏

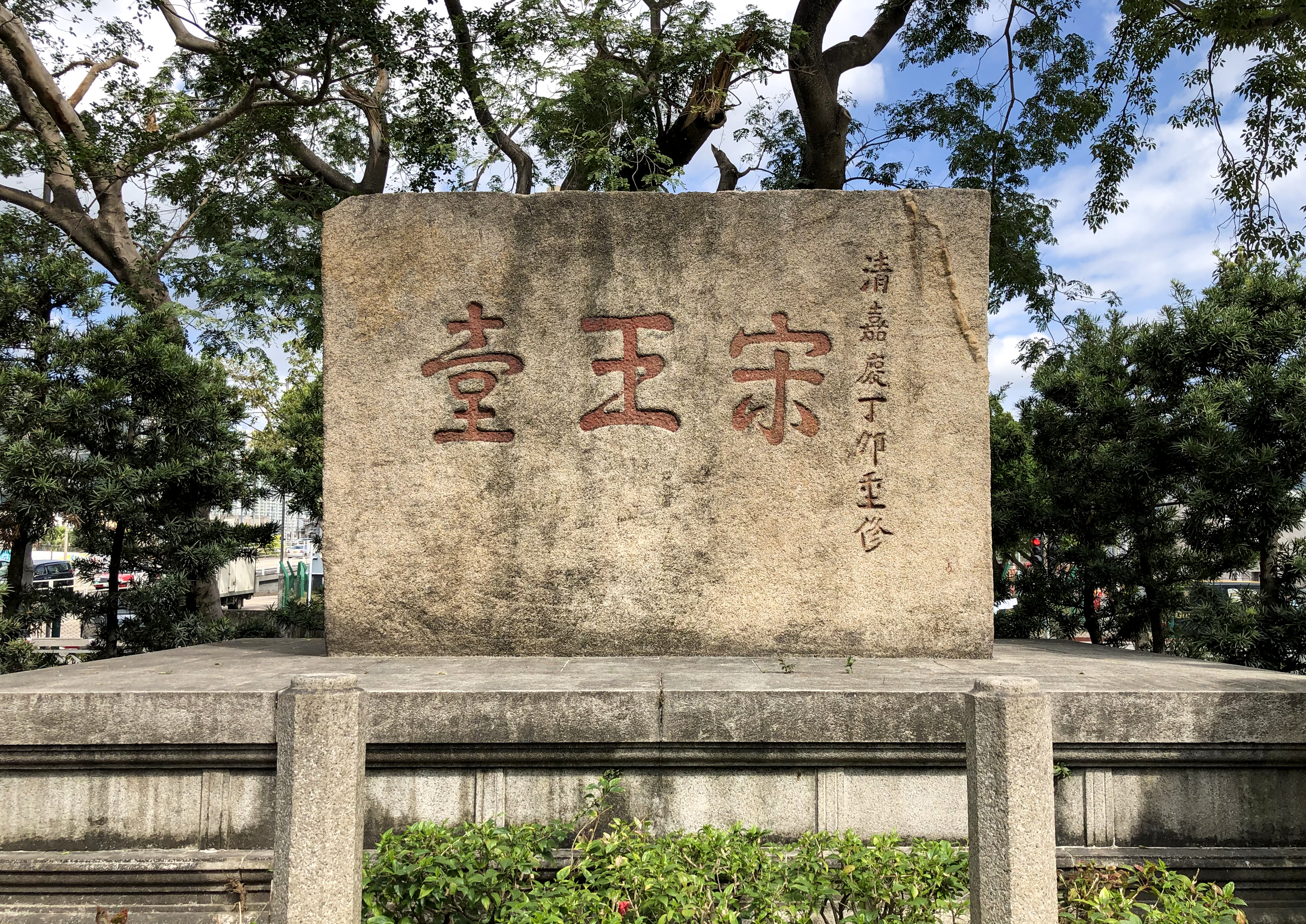
宋王臺石碑曾於1807年（清嘉慶丁卯）重修

嘉慶年間發展出的瓷器風格主要特色與型制為鼻煙壺、塑像、各式藍色與紅銅色圖案的瓶罐、各式琺瑯彩瓷、單色釉等。

## 重要趋势
- 清王朝由盛转衰，歷史學家稱這時期為「嘉道中衰」
- 白莲教、天理教等农民起义纷纷爆发
- 西方殖民主义开始渗入

## 改元
- 乾隆六十年——九月三日，清高宗立永琰為皇太子，有詔明年改元嘉慶。[4][5]
- 嘉慶二十五年——七月，清仁宗去世。八月二十七日，清宣宗旻寧即位，有詔明年改元道光。[6]

## 大事记
- 嘉慶四年（1799年；己未）－ 乾隆帝崩，嘉庆帝亲政，大学士和珅被賜死。
- 嘉慶八年（1803年；癸亥）－ 侍卫陳德行刺嘉庆未遂
- 嘉慶九年（1804年；甲子）－ 彻底镇压白莲教
- 嘉慶十五年（1810年；庚午）－ 禁鸦片入北京
- 嘉慶十六年（1811年；辛未）－ 禁人民习基督教
- 嘉慶十八年（1813年；癸酉）－ 天理教起义
- 嘉慶二十一年（1816年；丙子）－無夏之年。英国使臣阿美士德到京

## 公元纪年对照表
| 嘉庆 | 元年     | 二年     | 三年     | 四年     | 五年     | 六年   | 七年   | 八年   | 九年   | 十年   |
| ---- | -------- | -------- | -------- | -------- | -------- | ------ | ------ | ------ | ------ | ------ |
| 公元 | 1796年   | 1797年   | 1798年   | 1799年   | 1800年   | 1801年 | 1802年 | 1803年 | 1804年 | 1805年 |
| 干支 | 丙辰     | 丁巳     | 戊午     | 己未     | 庚申     | 辛酉   | 壬戌   | 癸亥   | 甲子   | 乙丑   |
| 嘉庆 | 十一年   | 十二年   | 十三年   | 十四年   | 十五年   | 十六年 | 十七年 | 十八年 | 十九年 | 二十年 |
| 公元 | 1806年   | 1807年   | 1808年   | 1809年   | 1810年   | 1811年 | 1812年 | 1813年 | 1814年 | 1815年 |
| 干支 | 丙寅     | 丁卯     | 戊辰     | 己巳     | 庚午     | 辛未   | 壬申   | 癸酉   | 甲戌   | 乙亥   |
| 嘉庆 | 二十一年 | 二十二年 | 二十三年 | 二十四年 | 二十五年 |        |        |        |        |        |
| 公元 | 1816年   | 1817年   | 1818年   | 1819年   | 1820年   |        |        |        |        |        |
| 干支 | 丙子     | 丁丑     | 戊寅     | 己卯     | 庚辰     |        |        |        |        |        |

## 同期存在的其他政权年号
- 中國
  - 萬利（1796-1798年）：清朝時期—樊人傑、王聪儿之年號
  - 大庆（1797年）：清朝时期—王大叔之年号
  - 大庆（1797年）：清朝时期—黎树之年号
  - 光明（1805年－1809年）：清朝时期—蔡牵之年号
  - 順天（1813年）：清朝時期—李文成之年號
  - 后明晏朝（1814年）：清朝时期—后明朱毛俚之年号
- 越南
  - 景盛（1792年－1801年）：西山朝—富春阮光缵之年号
  - 寶興（1801年－1802年）：西山朝—富春阮光缵之年号
  - 嘉隆（1802年－1820年）：阮朝—世祖阮福映之年号
  - 明命（1820年－1841年）：阮朝—圣祖阮福晈之年号
- 日本
  - 宽政（1789年－1801年）：光格天皇之年號
  - 享和（1801年－1804年）：光格天皇之年號
  - 文化（1804年－1818年）：光格天皇、仁孝天皇之年號
  - 文政（1818年－1830年）：仁孝天皇之年號
- 南洋
  - 蘭芳（1777年—1884年）：蘭芳共和國之年號

## 延伸阅读
- 李崇智. . 北京: 中华书局. 2004年12月. ISBN 7101025129.
- 鄧洪波. . 臺北: 國立臺灣大學東亞經典與文化研究計劃. 2005年3月  [2007年3月10日]. ISBN 978-986-00-0518-9. （原始内容 (PDF)存档于2007年8月25日） （中文（臺灣））.

| 前一年號： 乾隆 | 清朝年号 1796年－1820年 | 下一年號： 道光 |